# Viçosa do Ceará (kommun)
Viçosa do Ceará är en kommun i Brasilien.   Den ligger i delstaten Ceará, i den östra delen av landet, 1 500 km nordost om huvudstaden Brasília. Antalet invånare är 54 961.
Följande samhällen finns i Viçosa do Ceará:
- Viçosa do Ceará

Omgivningarna runt Viçosa do Ceará är huvudsakligen savann. Runt Viçosa do Ceará är det ganska glesbefolkat, med 43 invånare per kvadratkilometer.